# 南特区
南特区（法語：arrondissement de Nantes）是法国大西洋卢瓦尔省所辖的一个区。总面积1958.7平方公里，总人口852408，人口密度435人/平方公里（2018年）。主要城镇为南特。

## 辖区
南特区辖有76个市镇。